# Apogonia cavifrons
Apogonia cavifrons är en skalbaggsart som beskrevs av Moser 1926. Apogonia cavifrons ingår i släktet Apogonia och familjen Melolonthidae. Inga underarter finns listade i Catalogue of Life.